# In the End (canção de Snow Patrol)
"In the End" é uma canção da banda de rock norte-irlandesa Snow Patrol. A faixa foi lançada como o quarto single do sexto álbum estúdio Fallen Empires de 2011.

## Faixas
| N.º | Título       | Duração |  |
| 1.  | "In the End" | 4:00    |  |

## Paradas musicais
| Paradas (2012)                 | Melhor posição |
| ------------------------------ | -------------- |
| Hungria (Rádiós Top 40)        | 35             |
| Países Baixos (Dutch Top 40)   | 35             |
| Reino Unido (UK Singles Chart) | 197            |
| Estados Unidos — Adult Top 40  | 36             |